# Cyrille Klimowicz
Pour les articles homonymes, voir Klimowicz.

Cyrille Klimowicz (Климович, en russe, prononcer Klimovitch), né le 5 novembre 1952 à Amangueldy en république socialiste soviétique du Kazakhstan (près d'Alma-Ata), est un évêque de la conférence des évêques de Russie, actuellement ordinaire du diocèse d'Irkoutsk, en Sibérie.

## Biographie
Né dans une famille soviétique d'origine polonaise de Biélorussie, il déménage avec sa famille en 1956 en république socialiste soviétique de Biélorussie, où ils vécurent jusqu'en 1965.
- 1965 : la famille s'installe en Pologne
- 1974-1980 : séminaire Hosanium d'Olsztyn
- 8 juin 1980 : ordonné prêtre par le primat de Pologne, le cardinal Jozef Glemp. Il devient alors vicaire dans différentes paroisses des environs d'Olsztyn et participe à la fondation de son séminaire.
- À partir de juin 1990 : curé, puis doyen de la paroisse de Gloubokoïe, dépendant de l'archevêché de Minsk-Moguilev, en Biélorussie, nouvellement indépendante.
- 13 octobre 1999, nommé évêque titulaire d'Arba (de) et consacré le 4 décembre suivant en la cathédrale Sainte-Marie de Minsk par le cardinal Casimir Swiatek avec comme co-consécrateurs Dominik Hrušovský et Aleksander Kaszkiewicz (de). Il est alors vicaire général et curé de la cathédrale de Minsk.
- 17 avril 2003 : nommé évêque d'Irkoutsk en Russie.
- 18 janvier 2005 : vice-président de la conférence des évêques de Russie.  Préside la Commission de catéchèse et la Commission du dialogue œcuménique, du dialogue inter-religieux et du dialogue avec les non-croyants.

Il parle couramment biélorusse, polonais, russe et italien.
Il n'a pas la citoyenneté russe, malgré le fait qu'il soit né dans l'ancienne U.R.S.S.